# Evert Karto
Evert Legiran Karto is een Surinaams politicus. Hij is lid van Pertjajah Luhur (PL) en was van 2020 tot 2025 lid van De Nationale Assemblée (DNA).

## Biografie
Karto is technisch geschoold. Tussen 2012 en 2014 was hij keurmeester voor de Surinaamsche Waterleiding Maatschappij en sinds juni 2011 managing director van het las- en constructiebedrijf Brocon.
Tijdens de parlementsverkiezingen van 2020 stond hij op nummer 4 van de PL/ABOP-lijst in Commewijne. De PL gaf het stemadvies om op Karto te stemmen, in de verwachting dat de lijsttrekker en zittend DNA-lid, Ingrid Karta-Bink, ook verkozen zou worden als de PL twee zetels zou halen. De PL behaalde echter slechts een zetel. Doordat Karto met 1.459 de meeste stemmen achter zich kreeg, maakte hij op 29 juni zijn entree in DNA.
Eind 2024 was de spanning tussen de ABOP en de PL te snijden, nadat minister Bronto Somohardjo (PL) zijn functie neerlegde. In deze setting ging Evert Karto, als enig gekozen PL-lid, als eenmansfractie verder.
Tijdens de verkiezingen van 2025 stond hij op nummer 5 van de lijst van de PL.